# Hurius petrohue
Hurius petrohue är en spindelart som beskrevs av Galiano 1985. Hurius petrohue ingår i släktet Hurius och familjen hoppspindlar. Inga underarter finns listade i Catalogue of Life.